# Willy Koppen

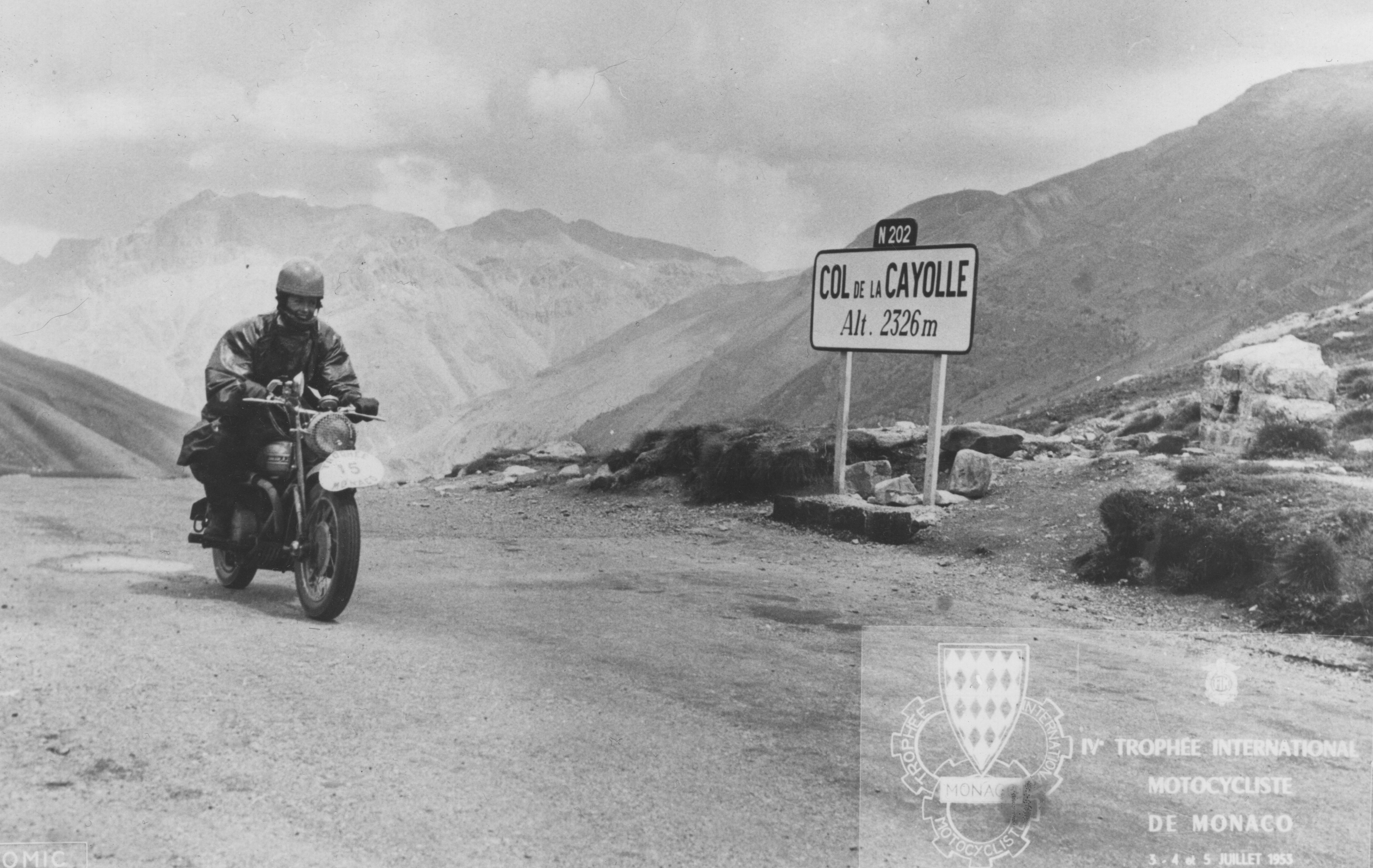
Koppen rijdt door de Alpen tijdens de Trophée de Monaco van 1953

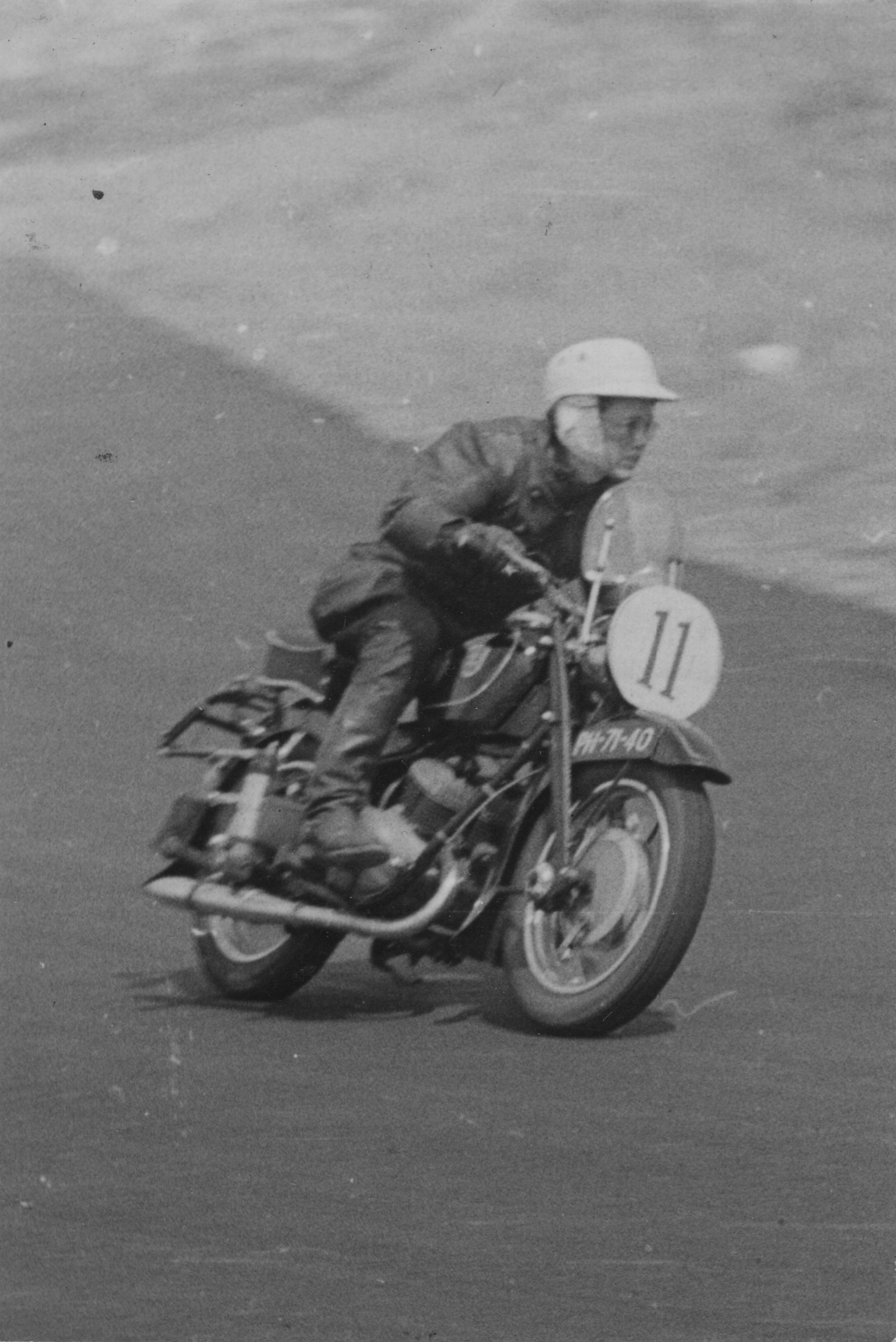
Koppen racend op het Circuit van Zandvoort in 1954

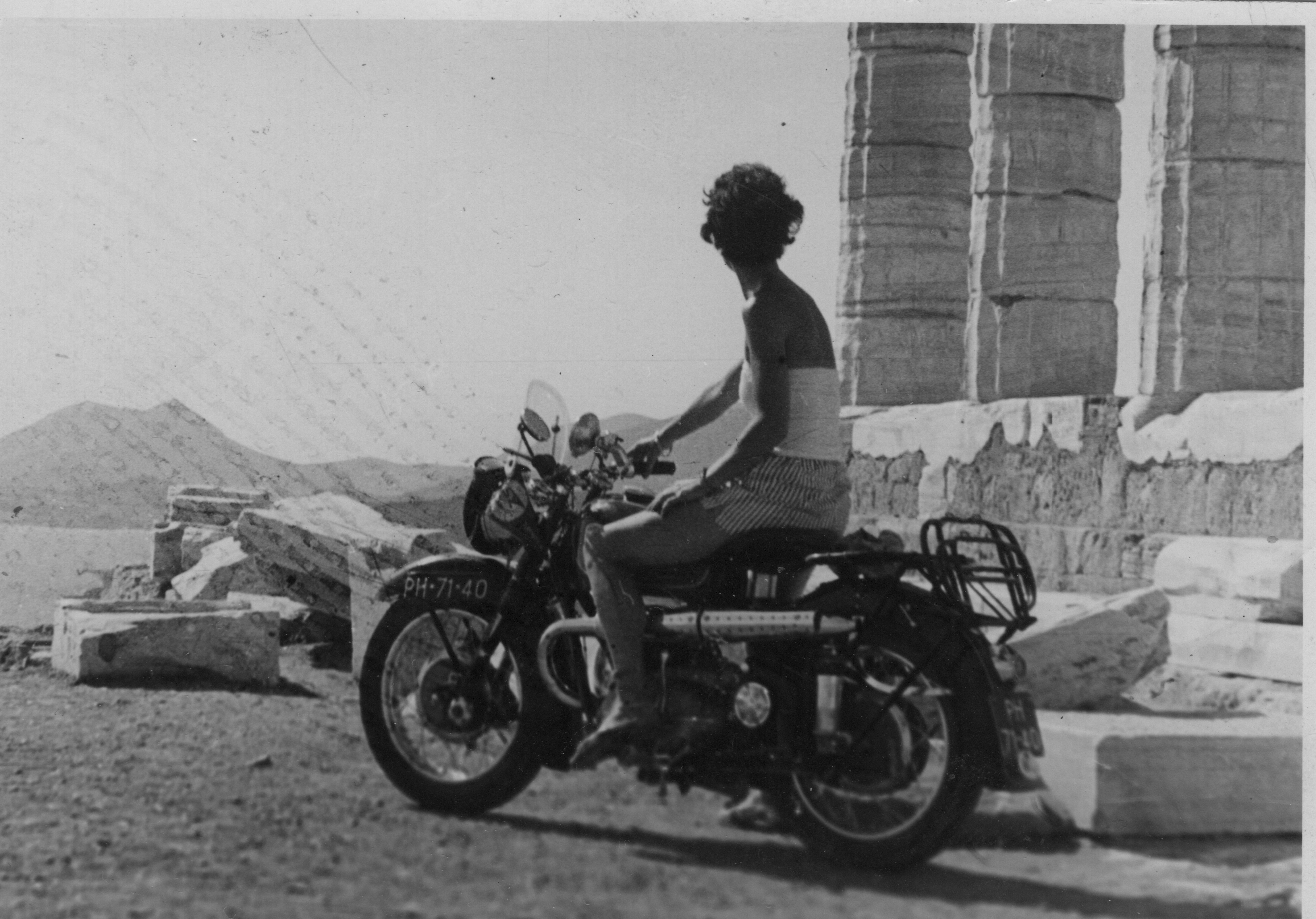
Koppen op motor bij de Acropolis, Griekenland in 1956

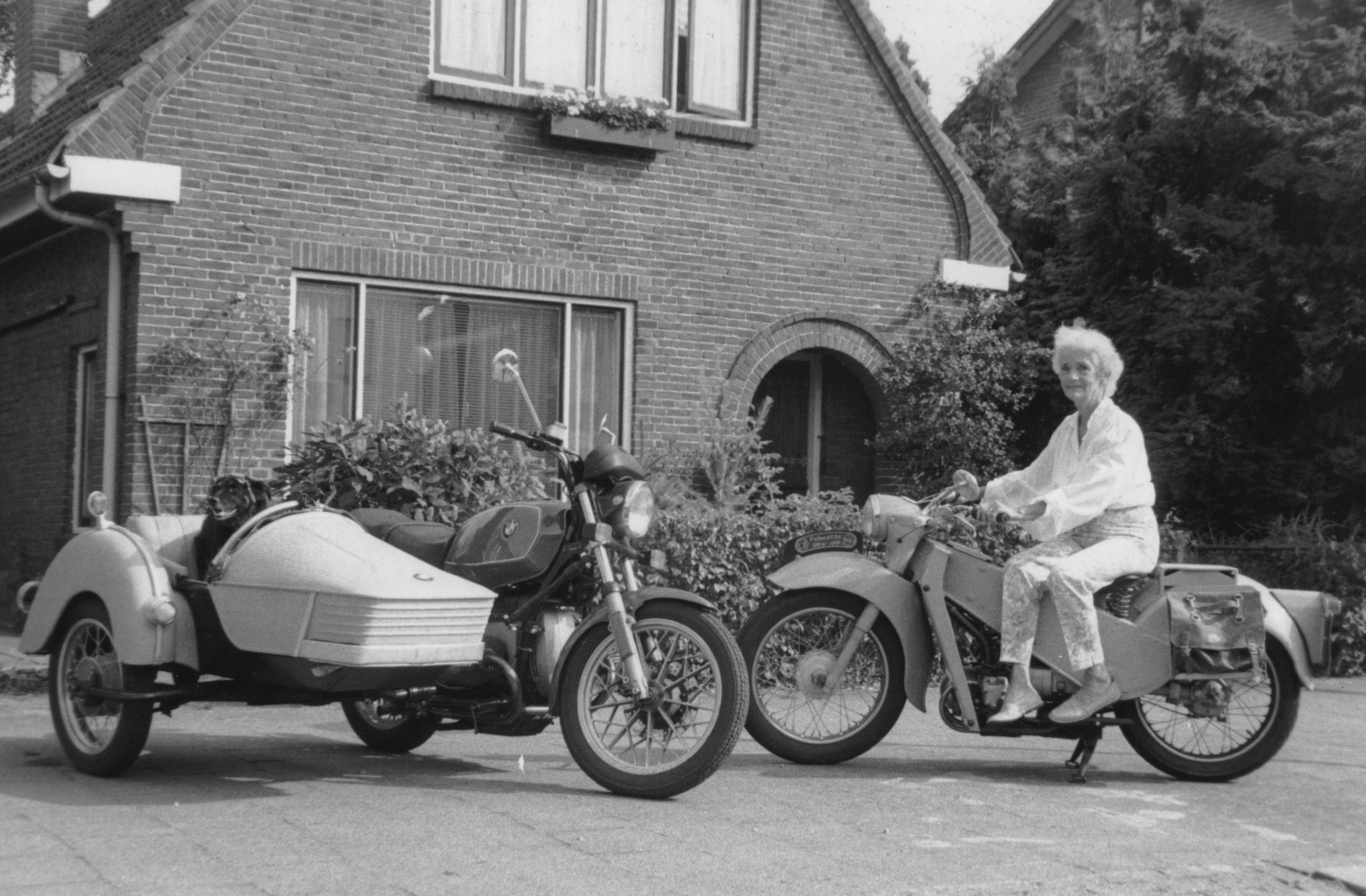
Koppen tijdens haar 75e verjaardag in 1999 met de Velocette, BMW 450 met zijspan en hond Dempsey

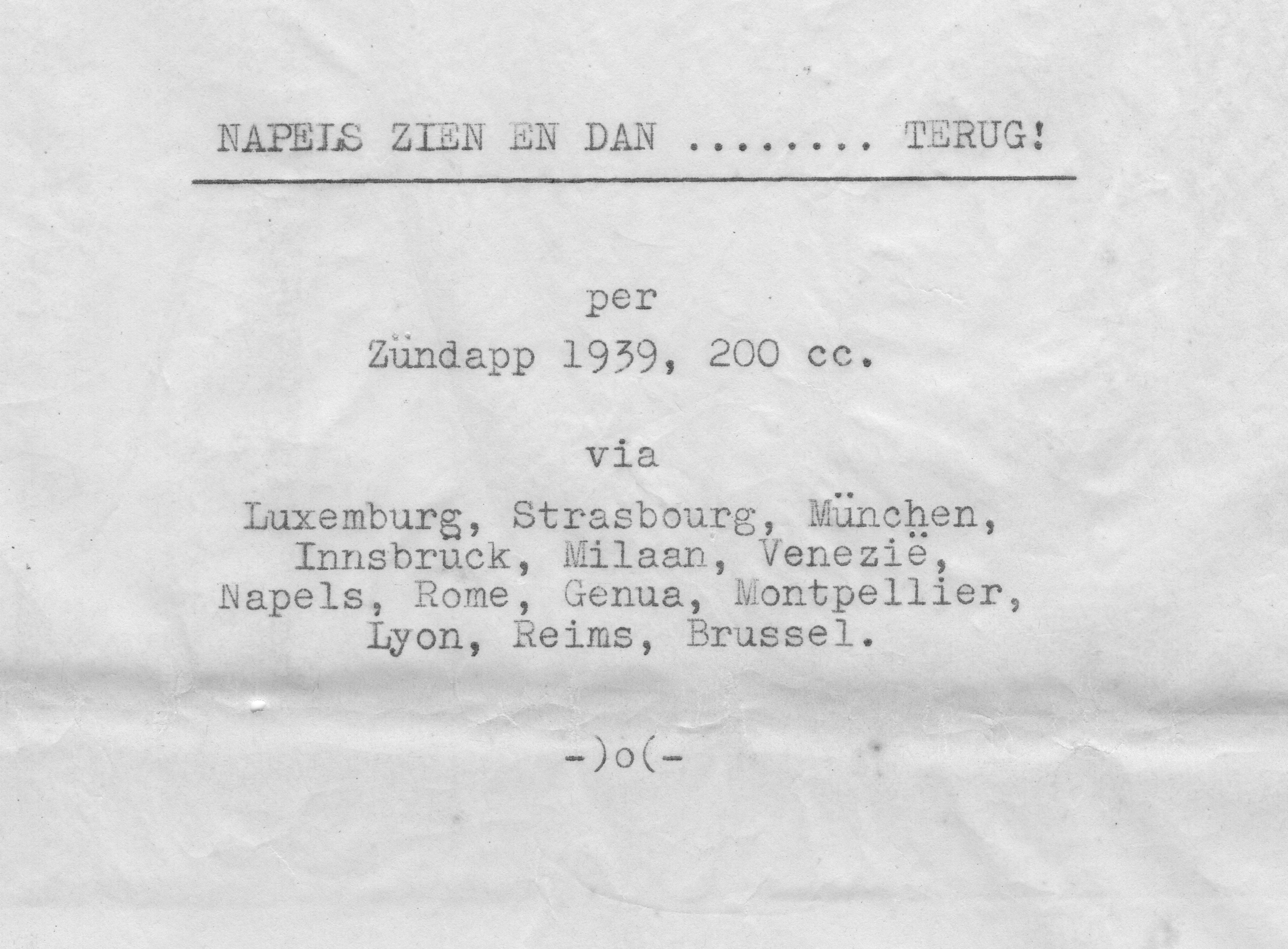
Voorpagina van haar reisverslag naar Napels gesigneerd met haar emoji -)o(-

Willy Koppen (Overveen, 7 januari 1924 - De Bilt, 22 oktober 2002) was een Nederlandse motorcoureur die in de jaren 1950 als een van de eerste vrouwen aan internationale races meedeed.

## Jeugd en beginjaren
Koppen groeide op in Overveen in een familie waarin geen motor werd gereden, maar heel dicht bij het Circuit Zandvoort waar ze ook reed. Zij is houder van de “80 ster” van het circuit en reed daar haar gloednieuwe Adler motor naar de 130 km/u. Om zich haar hobby te kunnen veroorloven werkte zij in de winter als verpleegster of secretaresse om zich dan in de zomer volledig te kunnen richten op de motorsport. Ze was haar eigen monteur en vond als autodidact uit hoe een motor goed te onderhouden en af te stellen. Haar eerste motor was een vooroorlogse Prospekt Zündapp DB 200 uit 1939, die ze eerst driemaal uit elkaar en in elkaar zette en afstelde voordat ze op haar eerste lange reis naar Napels vertrok.
In 1949 behaalde Koppen haar motorrijbewijs en begon ze naast de trainingen op het circuit van Zandvoort ook aan het opdoen van ervaring door op een geleende Saroléa motor door Nederland te rijden. In 1950 kocht ze haar eerste motor, een Zündapp DB 200, waarmee ze een reis naar Napels maakte. Om meer ervaring op te doen maakte ze in 1951 een lange tocht naar Zuid-Frankrijk en Zwitserland. Hier deed ze ervaring op met het rijden in de bergen.

## Coureursloopbaan
Koppen deed in 1952 voor de eerste maal mee aan de FIM Trophée in Madrid, Spanje. Ze won in 1953 als eerste vrouw de Coupe de Dame van de 1600 kilometer non-stoprally van de FIM Trophée de Monaco, een rally van 32 uur met tijd- snelheids- en benzinegebruik penaltypuntenregulatie. Ze reeds op een Adler MB 250 Motor. . Het jaar erna was ze in 1954 de enige vrouw die over de finishlijn kwam en liet vele mannen achter zich in de uitslag.  Bij beide rally's reed zij als privé solorijder, zonder team of teamsupport. In 1953 reed zij een Adler MB 250 fabrieksmotor met carterbescherming en bovenliggende uitlaten, zoals op de latere Adler MB 250 S, voor de snelle, korte bochten in de Alpen en in 1954 reed zij haar op eigen Adler MB 250. Nadat ze na afloop van de race een motorongeval in Italië kreeg waarbij ze haar voet brak nam ze in 1954 deel aan de negende Alpenrally in Schio, Italië. In dat jaar had ze de beschikking gekregen over een trial enduromotor van de Engelse motorfabrikant Francis-Barnett zodat ze ook in het ruwe terrein kon deelnemen. Helaas werd het haar door de KNMV niet toegestaan om deel te gaan nemen aan wegraces. Ze kreeg als vrouw enkel toestemming voor de juniortrails en juniorbetrouwbaarheidsritten.

## Andere activiteiten
Naast racen werd ze landelijk bekend door haar solotochten door heel Europa en Turkije en Israël. Ze schreef hierover reisverslagen en die werden zowel in de media gepubliceerd als in het Nederlandse tijdschrift MOTOR.

## Persoonlijk
Na haar actieve sportloopbaan trouwde ze en kreeg twee kinderen. Na vijfentwintig jaar pakte ze het motorrijden weer op en bleef dat doen tot haar overlijden. Ze reed toen een Velocette en daarna kwam de BMW R45 met zijspan erbij. Haar overal begeleidende hond Dempsey reed altijd met haar mee. In 1999 werd een ererit  voor haar georganiseerd vanwege haar 75e verjaardag en dat ze 50 jaar eerder met de motorsport begonnen was. Zij was erelid van verschillende motorclubs in Europa. De laatste rit die zij maakte was op haar MZ zijspan, tijdens een indrukwekkende parade van antieke motoren die haar op 26 oktober 2002 hulde brachten, nadat ze 22 oktober op 78-jarige leeftijd overleed.

## Races
| Jaar | Activiteit                          | Motor           |
| ---- | ----------------------------------- | --------------- |
| 1952 | FIM Trophée San Sebastian, Spanje   | Zündapp DB 200  |
| 1952 | FIM Trophée Madrid, Spanje          | Zündapp DB 200  |
| 1953 | FIM 4e Trophée de Monaco            | Adler MB 250    |
| 1954 | FIM 5e Trophée de Monaco            | Adler MB 250    |
| 1954 | 9e Alpen Rally Schio, Italië        | Adler MB 250    |
| 1955 | Trial enduro betrouwbaarheidsritten | Francis-Barnett |